# 群特异性抗原
群特异性抗原（英语：Group-specific antigen，缩写：Gag）是包含逆转录病毒目（花椰菜病毒科除外）核心结构蛋白的多聚蛋白质。之所以这样命名，是因为科学家曾经认为它具有抗原性。现在知道是它构成了内壳，而不是暴露在外面的外壳。它构成了病毒构象的所有结构单元，并为成熟的病毒粒子提供支持框架。
所有正逆转录病毒Gag蛋白都被蛋白酶加工成MA（基质）、CA（衣壳）、NC（核衣壳）部分，有时甚至更多。如果Gag无法切割成其亚基，则病毒体无法成熟并保持无感染性。
它包含部分Gag-onc融合蛋白。

## 在HIV里的Gag

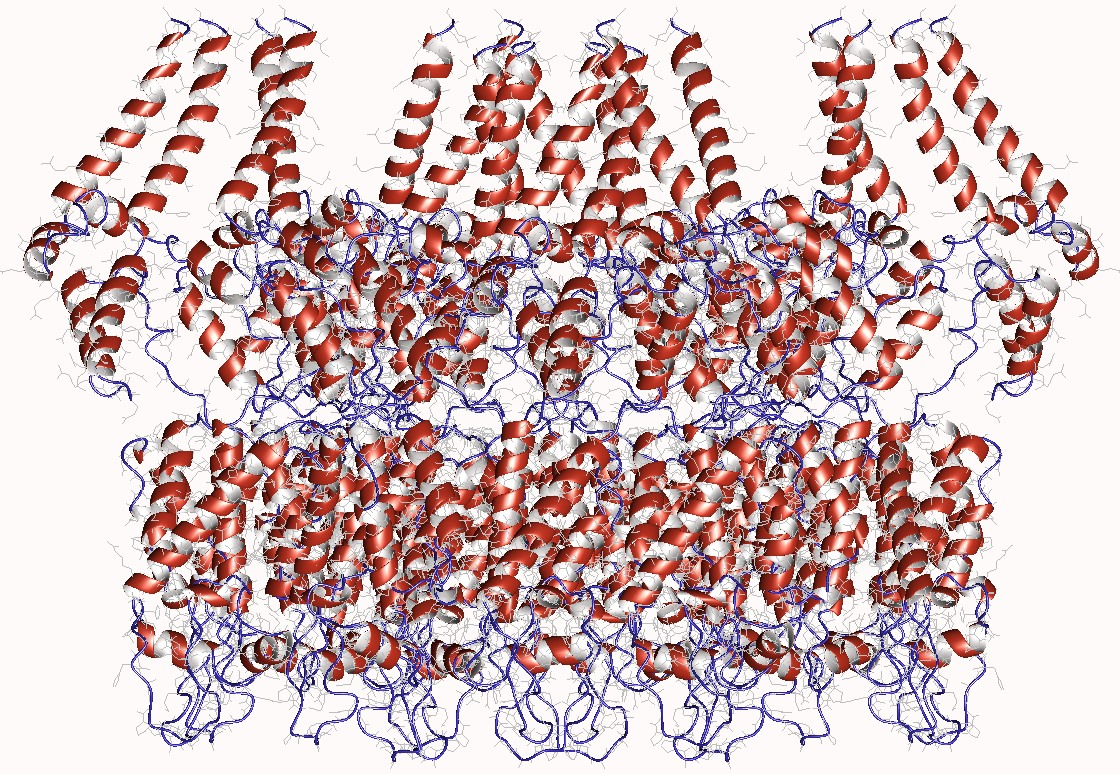
HIV-1 Gag蛋白homo18-mer

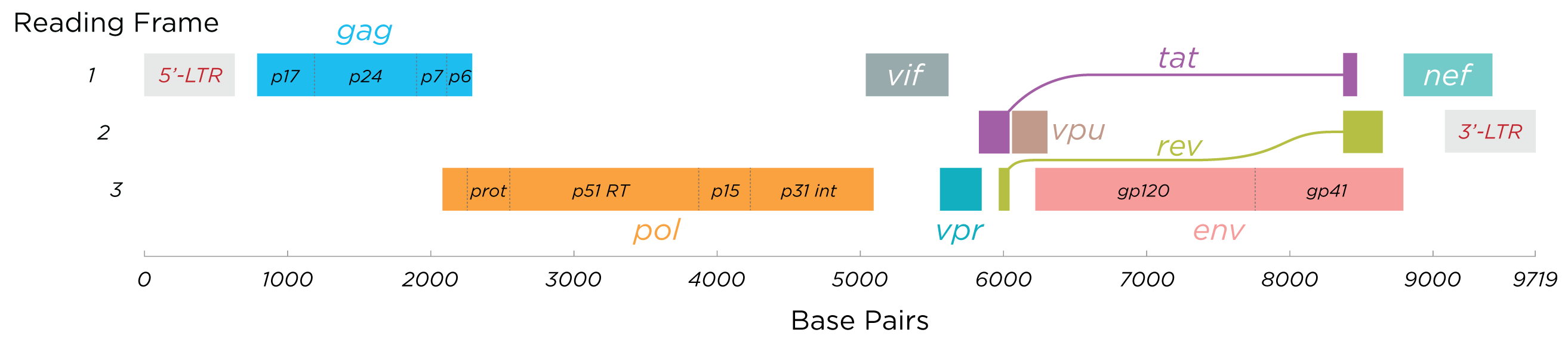
HIV-1的RNA基因组结构中的Gag蛋白

### 编号系统
HIV基因组是根据HIV-1 M组B亚型参考毒株HXB2进行编号的。

### 转录和mRNA加工
病毒进入靶细胞后，病毒基因组被整合到宿主细胞的染色质中。接着，RNA聚合酶II转录9181核苷酸全长病毒RNA。HIV Gag蛋白由HIV Gag基因编码，HXB2核苷酸790-2292。

### MA（基质，Matrix protein）
HIV p17基质蛋白（MA）是一种17kDa的蛋白质，由132个氨基酸组成，包含Gag多聚蛋白质的N末端。它负责通过其高碱性区域（HBR）与磷脂酰肌醇二磷酸（PI(4,5)P2）产生相互作用，将Gag多聚蛋白质靶向细胞膜。HIV MA还与组装病毒中的HIV跨膜糖蛋白Gp41接触。的确，它可能在将包膜糖蛋白募集到病毒出芽位点方面发挥关键作用。
一旦Gag在核糖体上被翻译，Gag多聚蛋白质就会被N-肉豆蔻酰转移酶1在其N末端甘氨酸残基上进行豆蔻酰化。这是细胞膜靶向的关键修改。在膜未结合形式中，MA肉豆蔻酰脂肪酸尾被隔离在MA蛋白核心的疏水口袋中。
MA HBR对细胞膜PI(4,5)P2的识别激活了“肉豆蔻酰开关”，其中肉豆蔻酰基从MA疏水口袋中挤出并嵌入细胞膜中。与肉豆蔻酰开关激活平行（或可能伴随），PI(4,5)P2的花生四烯酸部分从细胞膜中提取并结合在MA表面的通道中（这与之前被MA肉豆蔻酰基团占据的通道不同）。
然后，HIV Gag通过三种相互作用紧密结合到膜表面：
1. 在MA HBR和PI(4,5)P2磷酸肌醇之间，
2. 在MA挤出的肉豆蔻酰尾和细胞膜的疏水内部之间，
3. 在PI(4,5)P2花生四烯酸部分和沿着MA表面的疏水通道之间。[來源請求]

### CA（衣壳，Capsid）
P24衣壳蛋白（CA）是一种24kDa的蛋白质，融合到未加工的HIV Gag多聚蛋白质中MA的C末端。病毒成熟后，CA会形成病毒衣壳。CA有两个公认的结构域，即C端结构域（C-terminal domain）和N端结构域（N-terminal domain）。CA C端结构域和N端结构域在HIV出芽和衣壳结构中具有不同的作用。
当使用西方墨点法检测HIV感染时，p24是测试的三种主要蛋白质之一，另外还有Gp120和Gp41。
虽然MA、IN、VPR和cPPT之前曾被认为是影响HIV靶向非分裂细胞能力的因素，但CA已被证明是非分裂细胞中逆转录病毒感染性的主要决定因素，这对于帮助避免基因治疗中的慢病毒载体的插入式突变。

### SP1（间隔肽1，Spacer peptide 1）
间隔肽1（SP1）是一种介于CA和NC之间的14氨基酸多肽。CA-SP1连接处的切割是病毒成熟的最后一步，它允许CA凝结成病毒衣壳。SP1在溶液中是非结构化的，但在极性较低的溶剂或高多肽浓度下，它变成α螺旋结构。在科学研究中，CA（24kDa）的蛋白质印迹可以通过25kDa条带（未切割的CA-SP1）的高相对存在来指示成熟缺陷。SP1在HIV粒子组装中起着关键作用，尽管其作用的确切性质和SP1结构动力学的生理相关性尚不清楚。

### NC（核衣壳，Necleocapsid）
HIV核衣壳蛋白（NC）是Gag多聚蛋白质中的7kDa锌指蛋白，在病毒成熟后形成病毒核衣壳。NC将全长病毒基因组RNA募集到新生病毒颗粒中。

### SP2（间隔肽2，Spacer peptide 2）
间隔肽2（SP2）是一种功能未知的16氨基酸多肽，可分隔Gag蛋白NC和p6。

### P6
HIV P6是位于Gag多聚蛋白质C端的6kDa多肽。它募集细胞蛋白肿瘤易感基因101（运输所需的内体分选复合物-1的一个组成部分）和ALIX蛋白以启动病毒颗粒从细胞膜出芽。P6在成熟病毒中没有已知功能。

## 在内源性逆转录病毒中
人内源性逆转录病毒K和人内源性逆转录病毒W拷贝里都携带广泛表达的Gag基因，这些基因通常都是受损的。推测它们与多发性硬化症和其他神经系统疾病有关的历史由来已久。

## 在其他病毒中
泡沫逆转录病毒亚科（例如UniProt P14349）和转座病毒科（例如UniProt Q86TG7）的Gag基因只有一个可识别的核壳部分。 它还缺少豆蔻酰化序列。
泡沫逆转录病毒Gag与正逆转录病毒Gag相关，经结构研究表明，N端结构域的一部分与典型的衣壳蛋白具有功能和结构同源性。泡沫逆转录病毒Gag不像正逆转录病毒Gag那样处理， 只需要在C端进行微小的3kDa切割，其他切割位点通常效率低下。
转座病毒Gag也是已知具有结构上同源的衣壳蛋白。每个衣壳由540种蛋白质组装而成。与正逆转录病毒CA蛋白不同，它不需要显着成熟。动物活性调节的细胞骨架相关蛋白（ARC）基因是从转座病毒属Gag中重新利用的。该基因负责在神经细胞之间转运mRNA，这是神经可塑性的关键部分。它独立出现在四足动物和果蝇中。
花椰菜病毒科成员很少对其包含衣壳的ORF进行Gag分配，但CP-PRO-POL布局确实显示了与规范的Gag-Pol设置的类比。这些部分是否粘在一起形成多聚蛋白质取决于花椰菜病毒科的属。